# Nail House
Nail House (synoniem van holdout, zich staande houden) is een kunstwerk, dat in 2015 en 2019 tijdelijk opgesteld stond/staat in Amsterdam. Het is opgetrokken naar voorbeeld van een spijkerhuis of nagelhuis.
Het is een creatie van kunstenaar Leonard van Munster. Hij protesteerde met zijn huisje tegen lege, braakliggende plekken in de stad, terwijl hij zijn kunst in de openbare ruimte niet kwijt kon. Nail House werd in 2015 geplaatst bij een bouwput aan de Schinkelhaven. Daar was een gelijknamig verzorgingstehuis afgebroken om plaats te maken voor nieuwbouw. Het terrein stond langdurig leeg. In 2016 kreeg de kunstenaar bericht dat hij het kunstwerk onmiddellijk moest weghalen, want er werd ineens vaart gezet achter de nieuwbouw. Een alternatieve plaats werd niet gevonden en het kunstwerk werd opgeslagen.
De kunstenaar zag in 2019 zijn kans schoon om het wederom op te stellen op een bouwplaats. De panden Brouwersgracht 155-157 waren afgebroken (van 155 staat alleen de voorgevel er nog overeind in verband met de monumentstatus), maar nieuwbouw wilde niet vlotten. In samenwerking met de naastgelegen kunstgalerie Van Zijll Langhout Contemporary Art (161) en het Mondriaanfonds plaatste Van Munster zijn Nail House op de reeds aanwezige begane-grondvloer. De galerie had net een expositie over nog te bouwen kunstobjecten en foto’s van Van Munsters kunstobjecten die of gesloopt zijn of op de nominatie staan om dat lot te ondergaan. Van Munster protesteerde toen al jaren tegen het kunstbeleid of juist het ontbreken daarvan binnen de gemeente Amsterdam.
In juli 2019 dook het gebouwtje op op een omheind braakliggend bouwterrein ten zuiden van Paradiso aan de Weteringschans.
Het kunstwerk bestaat uit een “huisje met bewoners”, dat weerstand biedt aan haar omgeving. Alles rondom het huisje is weggebroken en afgegraven, maar ’s avonds brandt er licht. Van Munster zei zelf dat hij inspiratie had opgedaan uit foto’s van een bijna voltooide snelweg in China, waarvan voltooiing jarenlang werd opgehouden doordat een eigenaar weigerde te vertrekken en te verkopen.
Het kunstwerk vertoont gelijkenis met kunstwerk Under Heaven 03 van dezelfde kunstenaar. Dat is een huisje dat midden in een vijver staat.

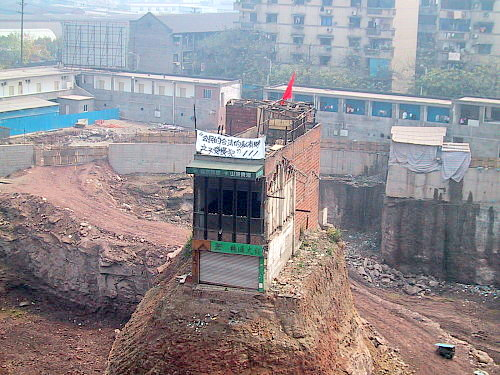
Een voorbeeld voor Leonard van Munster (2007)
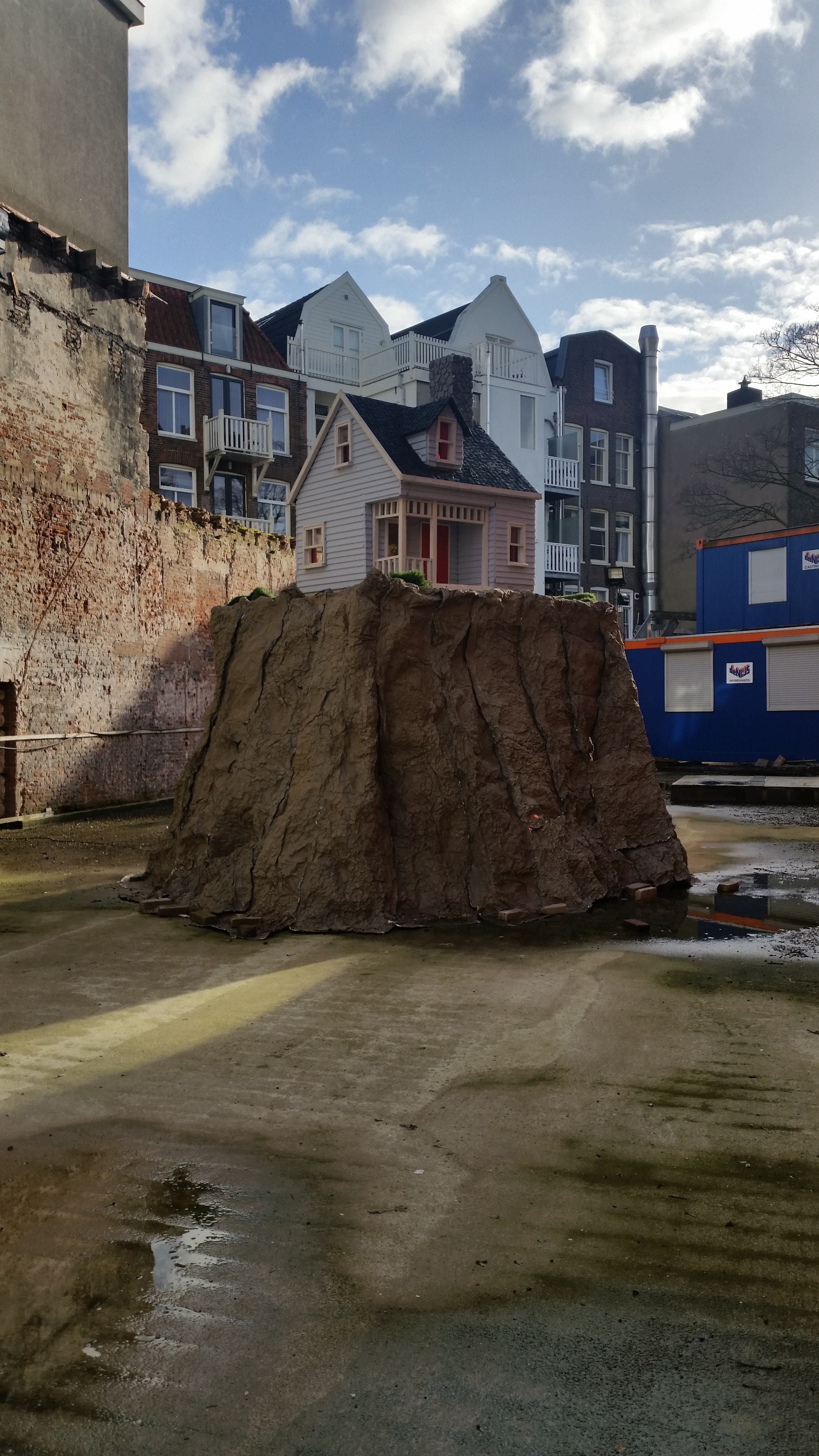
Nail House 18 maart 2019 (Brouwersgracht)